# Чёрная (Одесская область)
Чёрная (укр. Чорна) — село, относится к Окнянскому району Одесской области Украины.
Население по переписи 2001 года составляло 2157 человек. Почтовый индекс — 67911. Телефонный код — 4861. Занимает площадь 5,74 км². Код КОАТУУ — 5123185701.

## Местный совет
67911, Одесская обл., Окнянский р-н, с. Чёрная